# Jules Froment
Ne doit pas être confondu avec Jules Froment (prêtre).
Jules Froment, né le 7 mai 1878 à Lyon, ville où il est mort le 12 juin 1946, est un médecin neurologue français. Spécialiste de la maladie de Parkinson, il introduisit le test diagnostique de la manœuvre dite  de Froment.

## Biographie
Né à Lyon en 1878, Jules Froment commence ses études médicales à Lyon en 1899. Nommé interne des hôpitaux de Lyon en 1901, il est en poste à l'Hôpital de l'Antiquaille et à l'Hôpital du Vinatier. Il a pour maîtres Joseph Arthaud (1813-1883) et Eugène Devic (1858-1930).
En 1906, il passe sa thèse de doctorat sur les « cardiopathies valvulaires compliquées de basedowisme ». De 1906 à 1910, il est chef de clinique dans le service de Raphaël Lépine (1840-1919). Il est médecin des hôpitaux en 1911 et professeur agrégé en 1913.
Durant la Première Guerre mondiale, il est en poste à Paris à la Pitié-Salpêtrière. Il est l'un des collaborateurs de Joseph Babinski (1857-1932) dans l'étude des troubles nerveux consécutifs aux combats.
Il fait partie de plusieurs commissions d'études ou d'enquêtes à l'échelle nationale dont la  commission de contrôle neuropsychiatrique, instituée en 1916 pour contrôler les diagnostics de psychiatrie de guerre (avec Babinski, Claude, Dupré et Souques) ; la commission d'étude des prothèses pour blessés neurologiques (avec Mme Déjerine, Souques, Meige et Camus) ; et de la commission réorganisant tous les services de neuropsychiatrie en 1917 (avec Souques et Claude).
En 1918, il retourne à Lyon où il se consacre exclusivement à la neurologie. Il est chef de service à l'hôpital de la Croix-Rousse en 1919, puis à l'hôtel-Dieu en 1921.
En 1926, poignardé à la poitrine par un malade délirant, il est sauvé par ses collègues du service de chirurgie.
Il est professeur de pathologie interne en 1927, il exerce dans le nouvel hôpital de la Grange Blanche en 1933 (devenu hôpital Édouard-Herriot). Fervent pédagogue, il supervise la création de statuettes en plâtre patiné représentant des anomalies de posture ou de mouvement.
Professeur de médecine en 1937, il prend sa retraite en 1945, et meurt le 12 juin 1946 dans le 7e arrondissement de Lyon.
Marié à Nelly Wehrlin, fille de l'ingénieur Charles Wehrlin et de Jeanne Faure, il est le père de Roger Froment.

## Travaux
Ses principales contributions concernent la neurologie.

### Blessés de guerre
Durant la guerre, il s'intéresse aux paralysies des nerfs périphériques des blessés de guerre. En 1915, il décrit le « signe du papier-journal » ou signe de Froment indiquant une paralysie du nerf ulnaire (nerf cubital), test toujours utilisé au début du XXIe siècle,.
En 1918, il publie en collaboration avec Joseph Babinski (1857-1932) une étude intitulée  Hystérie, pithiatisme et troubles nerveux d'ordre réflexe en neurologie de guerre portant sur des phénomènes cliniques tels que le shell shock pour les Anglais ou la Granat Explosion pour les Allemands, c'est-à-dire les traumatismes neuropsychiques dû aux bombardements et à l'intensité des combats.
À la demande du commandement, le service de santé des armées s'efforce avec difficulté à distinguer les simulateurs des véritables commotionnés psychiques. Babinski et Froment distinguent un état dit hystéropithiatisme survenant immédiatement ou de façon retardée après un traumatisme, créé par la suggestion (« hystérotraumatisme ») et guéris en principe par la persuasion ; cet état peut s'associer avec des troubles organiques dits physiopathiques (troubles nerveux réflexes répétitifs). De façon plus moderne, l'hysterotraumatisme serait une combinaison d'un trouble par effet de souffle avec un trouble de stress post-traumatique.
La controverse porte sur la distinction avec les simulateurs, persévérateurs et exagérateurs, conscients ou inconscients. Selon qu'ils sont neurologues purs ou psychiatres, les experts s'opposent sur les concepts de pithiatisme ou d'hystéropithiatisme, et s'il fallait réformer ou renvoyer au front les pithiatiques.

### Maladie de Parkinson
Après la guerre, Froment publie d'importants travaux sur les troubles du langage et les troubles de la parole, la démarche normale et pathologique et surtout sur la maladie de Parkinson.
Dans les années 1920, il étudie le tremblement de repos et la rigidité ou hypertonie constitutives d'un  syndrome extra-pyramidal observé dans la maladie Parkinson et dans le syndrome parkinsonnien post-encéphalitique. Certaines de des statuettes qu'il a fait réaliser représentent des anomalies de posture caractéristiques : syndrome de la tour de pise, dystonie cervicale, camptocormie.
Froment montre que la rigidité parkinsonnienne diminue, disparait ou augmente selon la posture et l'activation de l'hémicorps opposé. Il décrit ainsi la manœuvre de Froment ou signe du poignet figé de Froment (la résistance à un mouvement passif, lors d'une flexion forcée par l'observateur, augmente lors d'une action volontaire du membre opposé),. Cette manœuvre reste communément utilisée pour la détection précoce d'un Parkinson,, et l'évaluation des effets de son traitement neurochirurgical.

## Éponymie
- Manœuvre de Froment
- Signe de Froment
- Syndrome de Babinski-Froment : syndrome post-traumatique lié à un effet de souffle avec, au niveau du membre atteint, des troubles vasomoteurs et trophiques avec parésie, contractures, atrophie intense avec œdème, et causalgies[11].

## Œuvres et publications
- Cardiopathies valvulaires compliquées de basedowisme, thèse présentée à la Faculté de médecine de Lyon, 1906, lire en ligne sur Gallica.
- La préhension dans les paralysies du nerf cubital et le signe du pouce, Presse Med 1915; 23: 409. 4.
- En collaboration avec Joseph Babinski, Hystérie-pithiatisme et troubles nerveux d'ordre réflexe en neurologie de guerre, Masson et Cie, Paris, 1917, lire en ligne sur Gallica.
- avec Gardère, Test du poignet figé et troubles de l’équilibre. Stabilisation a minima et stabilisation renforcée, Revue Neurologique, Paris, 1926; I: 347–50.
- Exposé des titres et travaux scientifiques, Lyon, G. Patissier, 1927, lire en ligne.